# Palácio Quitandinha
O Palácio ou Hotel Quitandinha é um palácio brasileiro, localizado no bairro Quitandinha na Zona Sul de Petrópolis. Foi construído a partir de 1941 pelo empreendedor mineiro Joaquim Rolla, para ser o maior cassino hotel da América do Sul.
Em 2007, a parte administrativa do prédio - incluindo os diversos salões e áreas de lazer, com exceção dos apartamentos, que pertencem a particulares – foi adquirida pelo SESC Rio, que passou a promover atrações culturais no local. A ideia era valorizar o espaço histórico-cultural, que por muito tempo ficou fechado. Em 2023, foi inaugurado o Centro Cultural Quitandinha.

## Histórico

### Primeiros anos: hotel-cassino
Construído em 1944 por Joaquim Rolla e Antonnio Faustino para ser o maior hotel -cassino da América Latina, O terreno era propriedade do sr. Antonio Faustino, engenheiro-chefe e vice-diretor da Estrada de Ferro Central do Brasil, cuja irmã, Margherita, se casou com Joaquim Rolla. Antonnio já era proprietário do Castelo de Montebello.

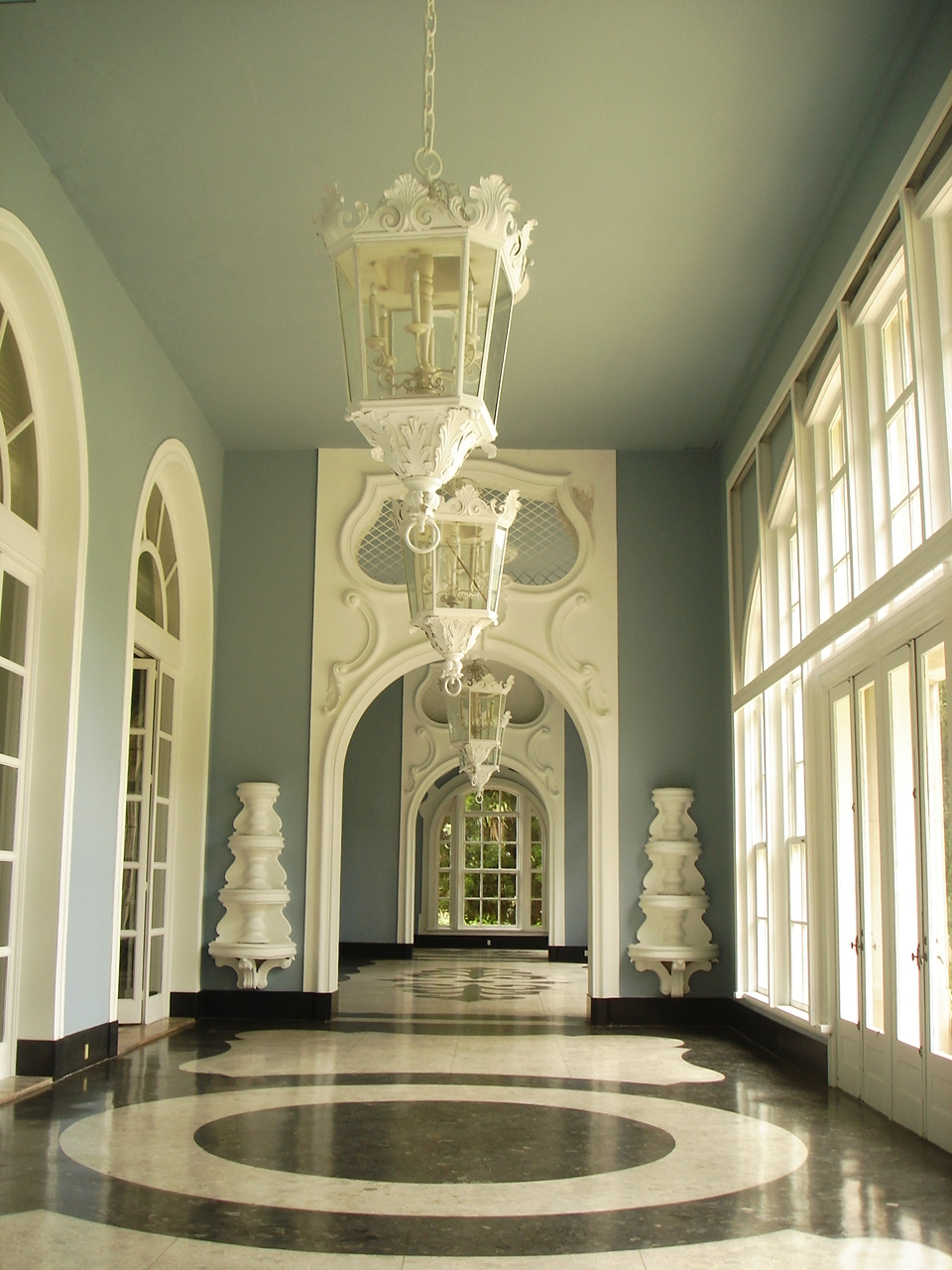
Interior do Quitandinha

Passaram por seus salões estrelas do porte de Errol Flynn, Orson Welles, Lana Turner, Henry Fonda, Maurice Chevalier, Greta Garbo, Carmen Miranda, Walt Disney, Bing Crosby e até um rei destronado (Carlos II da Romênia). 
Também foi frequentado por políticos como Getúlio Vargas e Evita Perón (quando da Conferência Interamericana de 1946), bem como o presidente dos Estados Unidos da América, Harry S. Truman no ano de 1947. Nas suas dependências ocorreu a assinatura da declaração de guerra dos países americanos ao Eixo, durante a Segunda Guerra Mundial. 
Realizou-se também, em 1957, a 16ª Conferência Mundial de Bandeirantes, que contou com representantes de 23 países Associados à WAGGGS (Word Association of Girl Guides and Girl Scouts).

### Década de 1960: fim do hotel e início do condomínio
Em 30 de maio de 1946, o presidente Eurico Gaspar Dutra decretou a proibição do jogo no Brasil, o que afetou um dos principais chamarizes da Quitandinha.
A partir da década de 1960, o empreendimento começou a ter dificuldades para sobreviver somente como hotel. Seu alto padrão exigia alto custo a seus hóspedes e sem o cassino começou a perder para concorrentes da época localizados mais próximos das classes mais abastadas e das maiores esferas de poder, como o Hotel Glória e o Copacabana Palace Hotel. Em 1962 o Palácio Quitandinha deixava de funcionar como hotel.
Seus apartamentos foram vendidos por Joaquim Rolla a partir de 1963, e o famoso hotel tornou-se então um sofisticado e singular condomínio na cidade de Petrópolis. Sua parte social de lazer e eventos foram agregados ao Condomínio.
Pela ampla infraestrutura de lazer e seus poucos moradores, o condomínio utilizou por algum tempo parte de seu espaço como clube de alto padrão. Porém, a elevação da inflação no Brasil e a ascensão de outros polos de turismo no estado do Rio como o litoral fluminense (Cabo Frio, Armação dos Búzios) fizeram que logo voltasse a ser mantido somente por seus condôminos.

### Últimos anos: apartamentos e centro cultural
Atualmente o Condomínio possui parque privativo, paisagístico, piscinas, boliche, patinação no gelo, teatros, seu lago no formato do Brasil e restaurantes. 

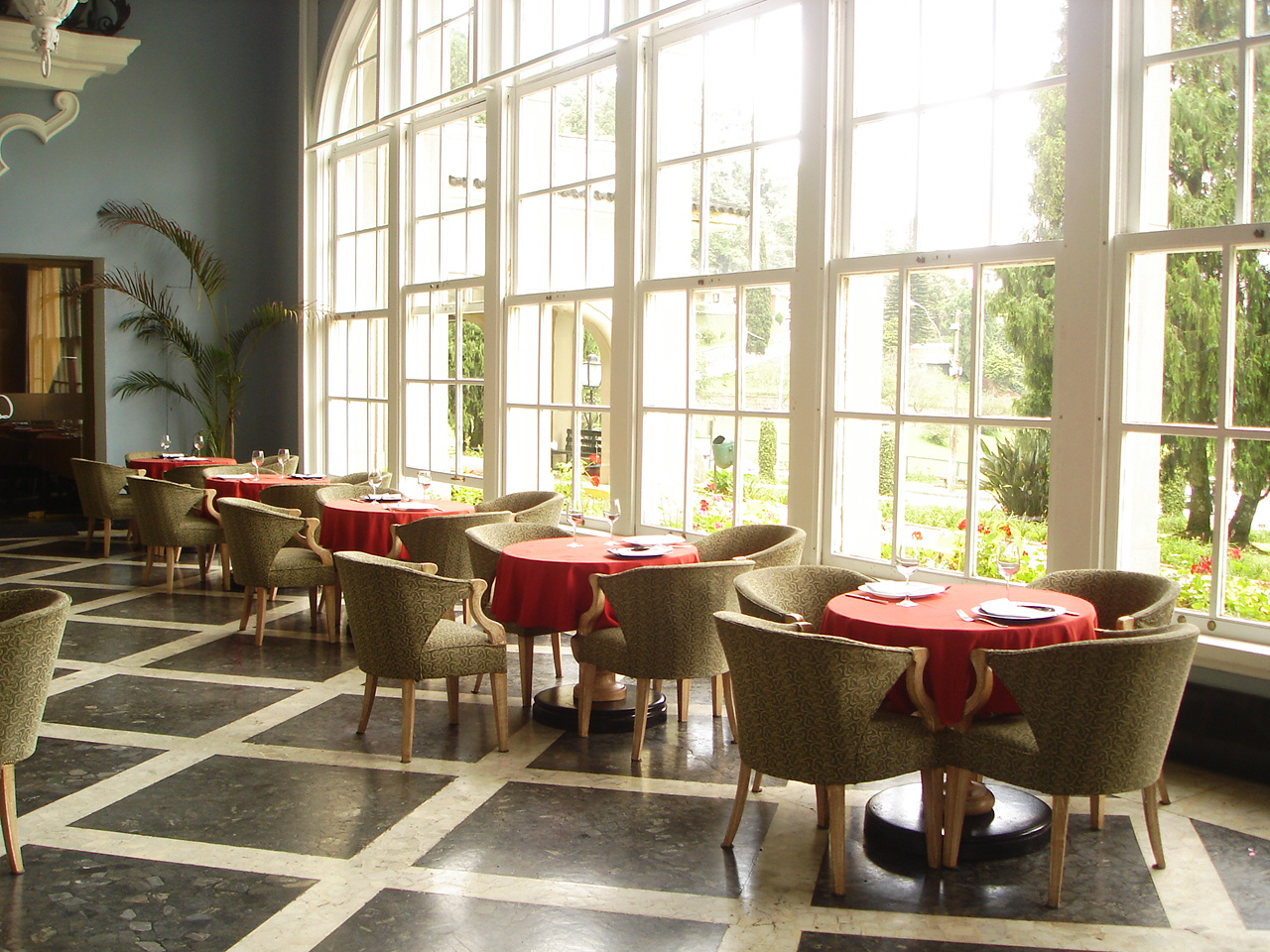
Restaurante

Sua administração da área social e histórica no piso térreo é de propriedade do SESC. Em 2023, foi implantado o Centro Cultural da Quitandinha no piso térreo, com atrações gratuitas para a população.
Seu alto custo condominial deve-se a preservação de seu patrimônio histórico e também para a manutenção de sua completa área de lazer, proveniente do antigo Palácio Hotel 5 Estrelas. 
Por se tratar de um prédio construído originalmente para ser hotel, há um número expressivo de apartamentos, cujo acesso é privado. Cada imóvel pertence ao seu legítimo dono. Diversos quartos do antigo hotel foram comprados e anexados a outros, formando assim diversos apartamentos com amplos espaços e com maior valor agregado.
O Condomínio, assim como o bairro planejado de nome homônimo no qual o mesmo localiza-se, é considerado uma das regiões mais nobres da serra fluminense. Seus moradores originam-se das classes média alta e alta, oriundos principalmente da capital carioca.

## Arquitetura
Seu estilo arquitetônico utiliza o rococó hollywoodiano (internamente) e o normando-francês (externamente) - este último bastante presente na arquitetura de Petrópolis devido à colonização alemã. 
Possui 50 mil metros quadrados e seis andares, divididos em 440 apartamentos e 13 grandes salões com até 10 metros de altura. A cúpula do Salão Mauá é a maior cúpula em concreto do mundo, medindo 30m de altura e 50m de diâmetro.
Na construção do lago foi usada uma grande quantidade de areia da praia de Copacabana.
Em frente ao hotel Quitandinha, existe um lago em formato do mapa do Brasil, mas de cabeça para baixo em relação a posição do hotel. A região Sul, Paraná, Santa Catarina e Rio Grande do Sul ficam do lado esquerdo do lago, no meio do lago á um bico que pertence a Região Sudeste, Rio de Janeiro, São Paulo e Espírito Santo, já a parte direita está região Nordeste. O farol no mapa representa a Ilha de Marajó.

## Galeria

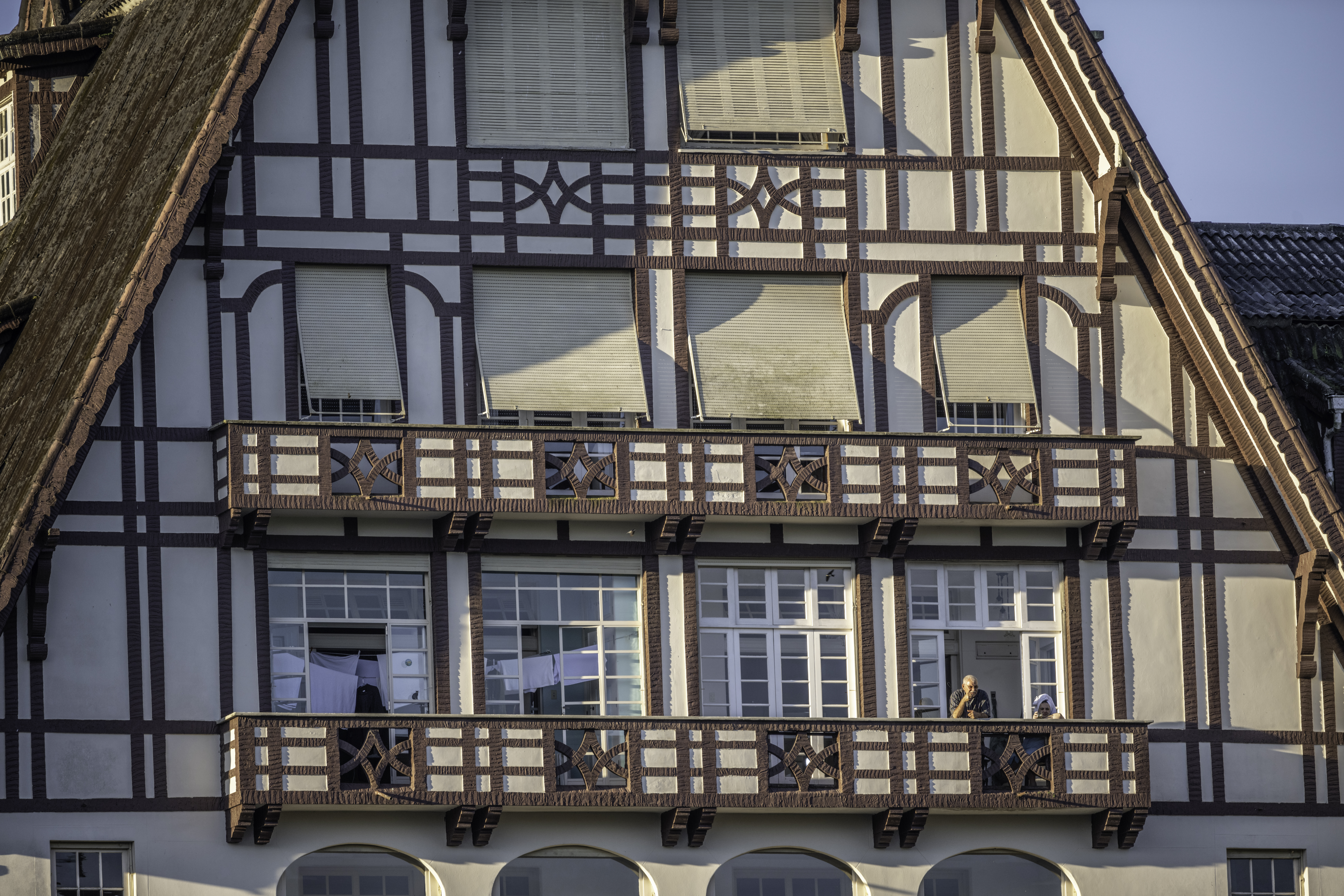
Detalhe da fachada e das varandas, cercadas pela vegetação local.
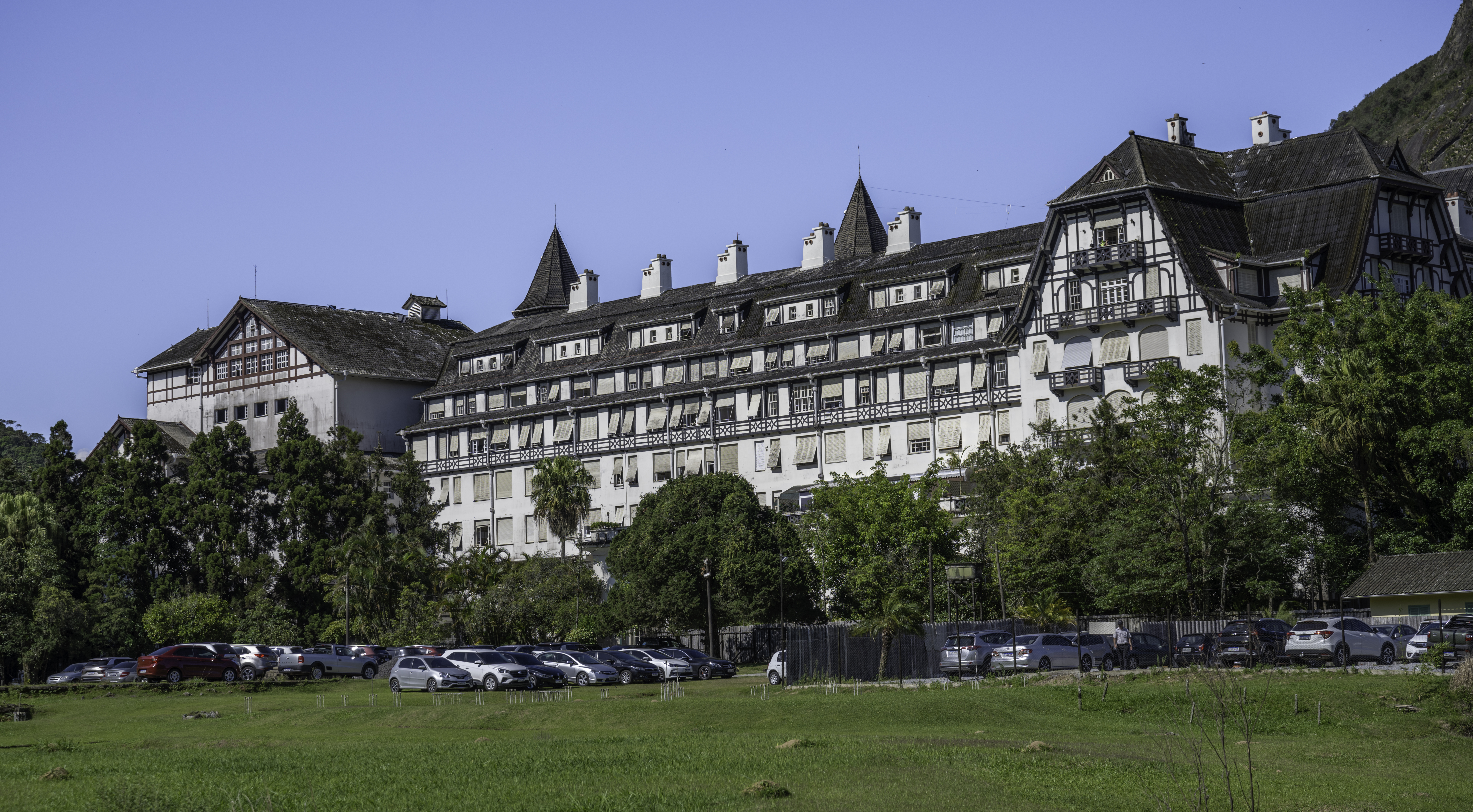
Vista de trás
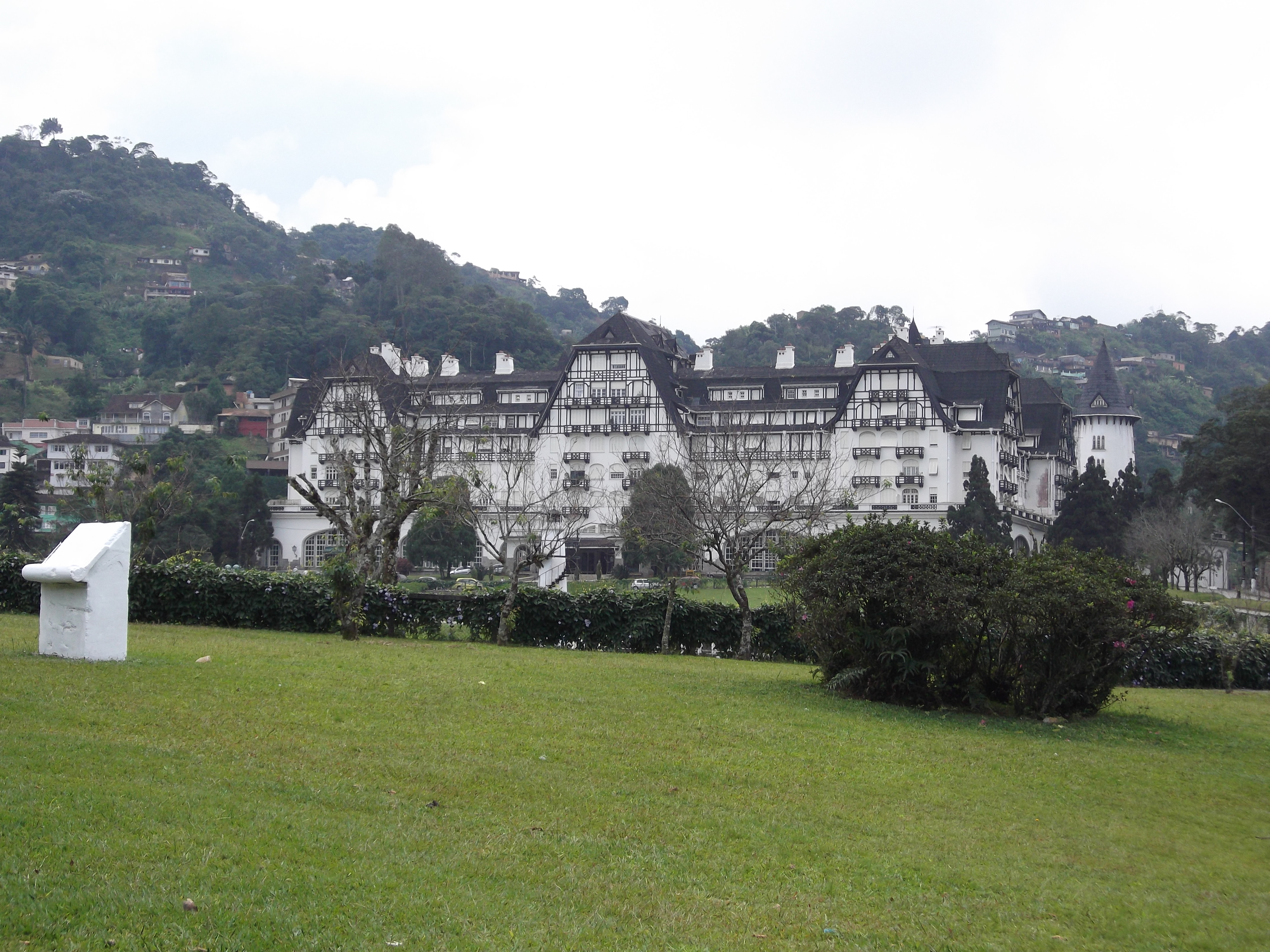
Vista ampla do Palácio Quitandinha, rodeado por jardins.
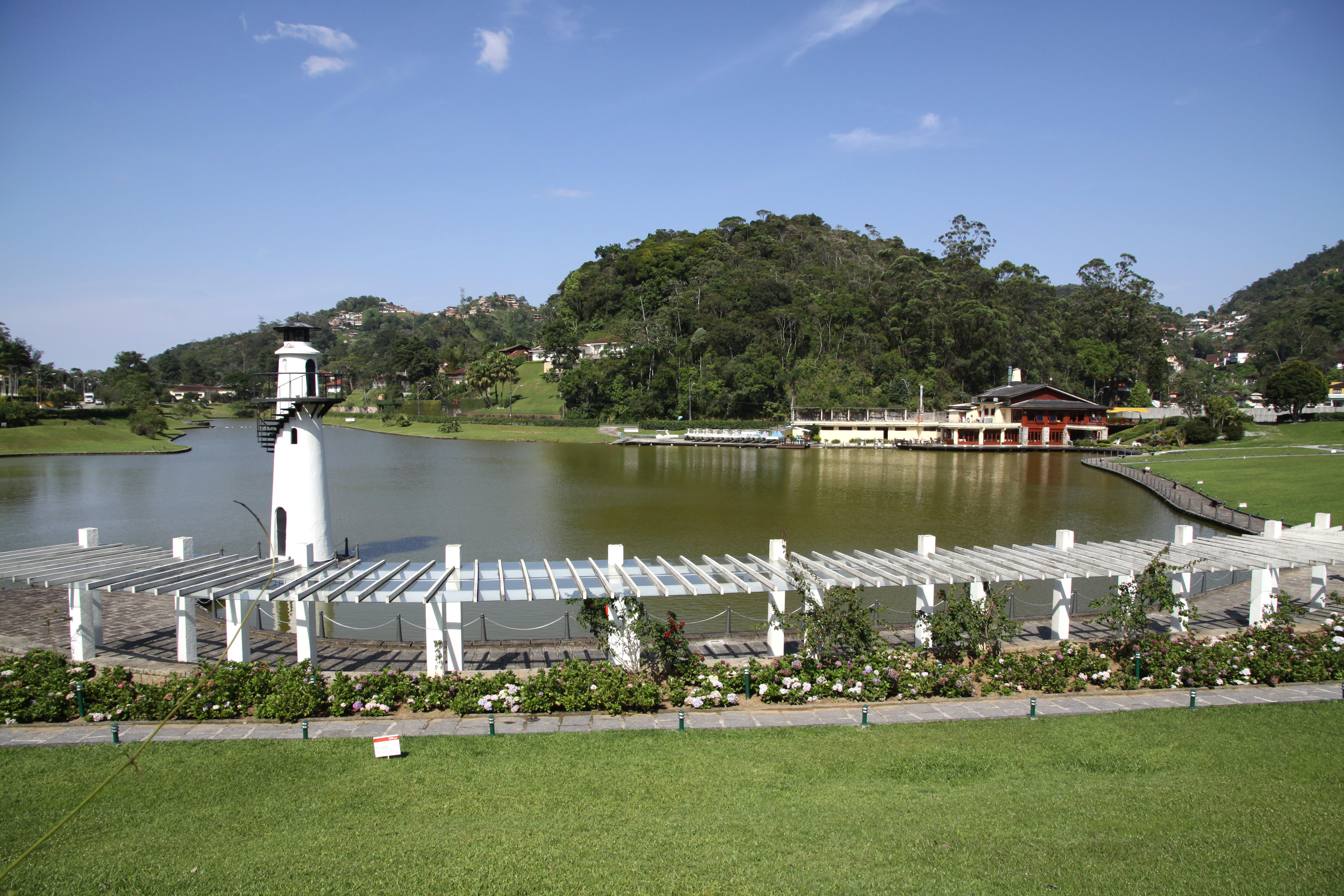
O lago em frente ao edifício, com a construção refletida na água.
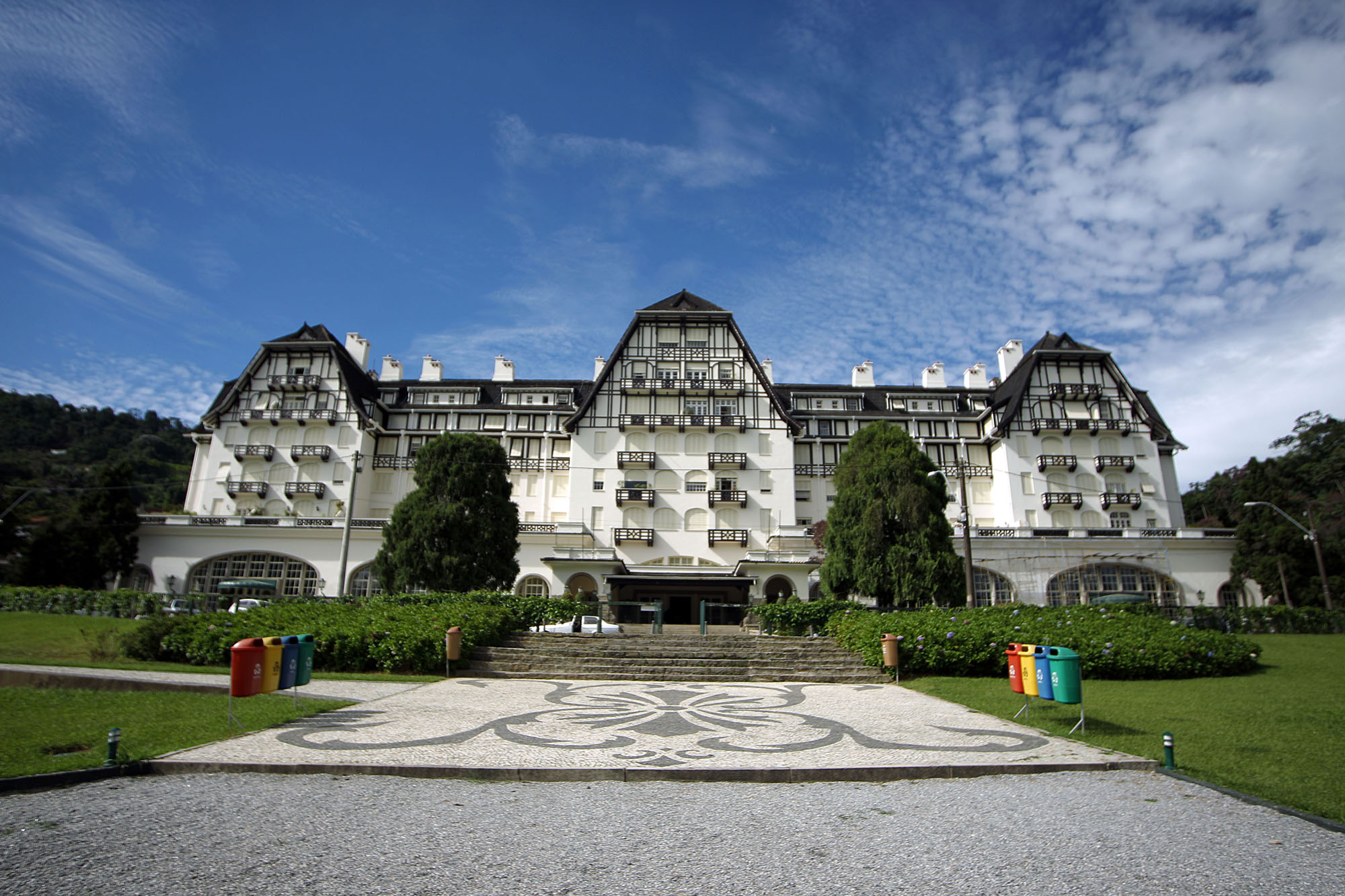
Entrada principal do Sesc Quitandinha, ressaltando seu estilo arquitetônico.
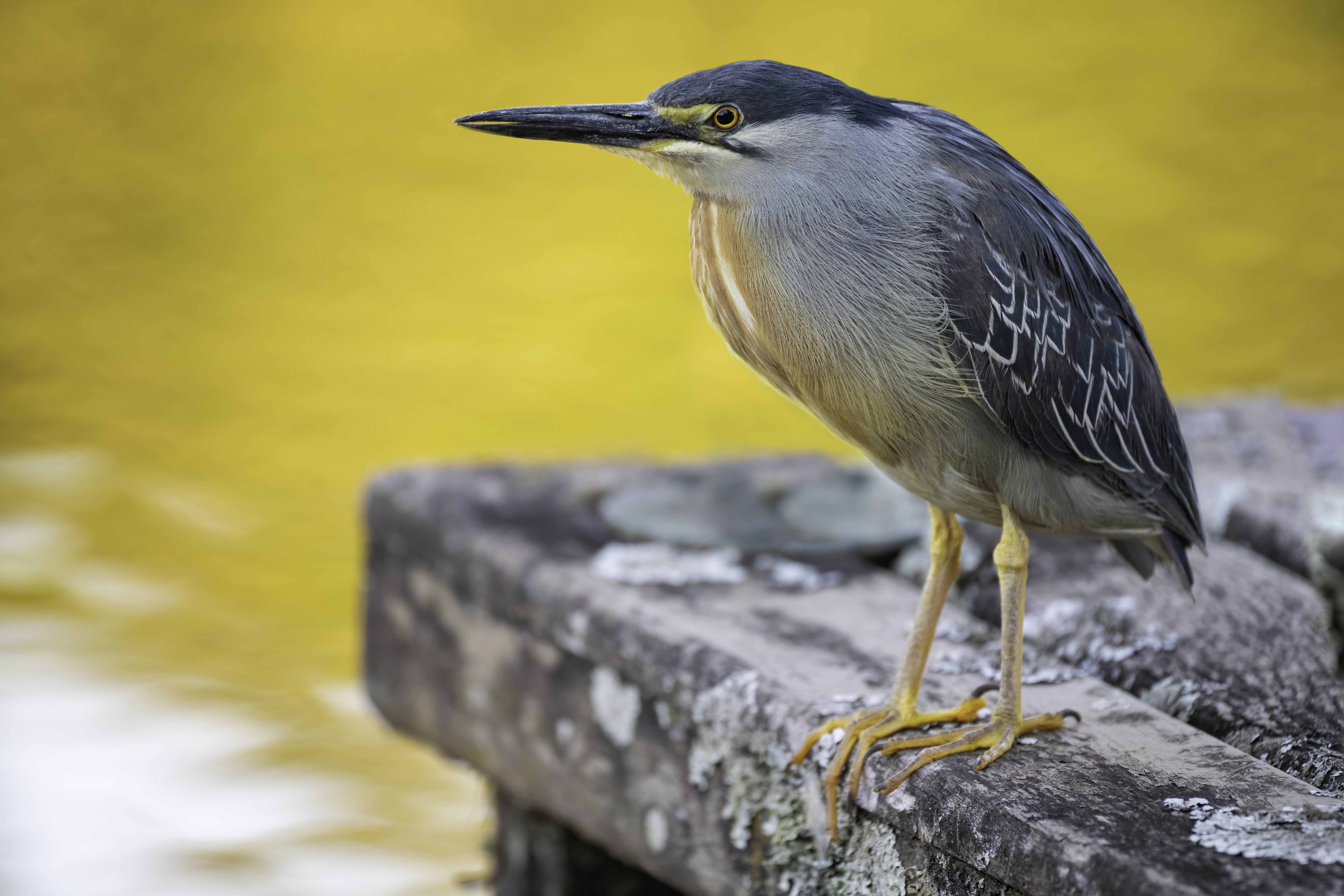
Socozinho perto do lago
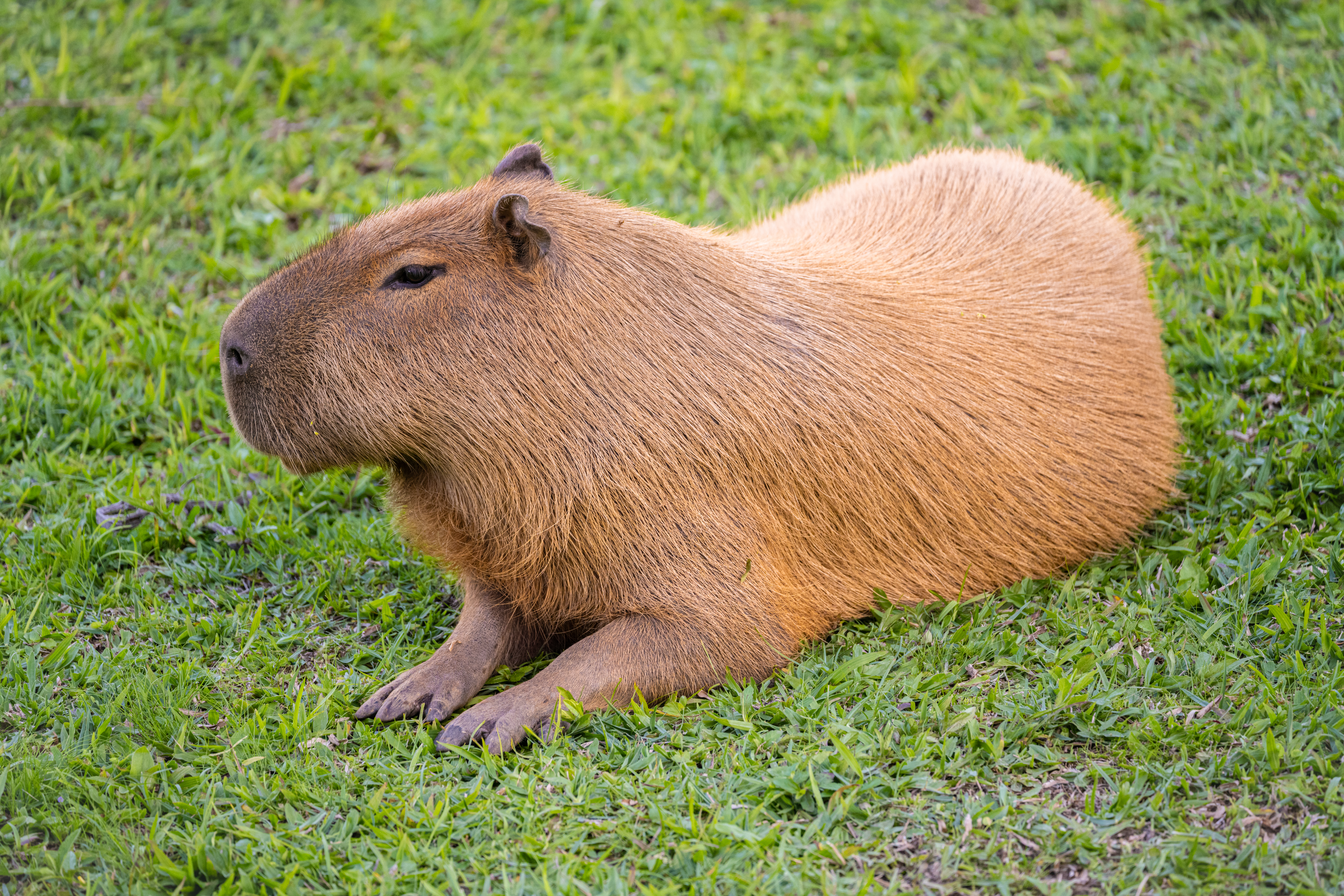
Capivara descansando perto do lago